# Ptochophyle insolita
Ptochophyle insolita là một loài bướm đêm trong họ Geometridae.